# Дорога орлів
«Дорога орлів» (англ. The Road of the Eagles) — одне з оповідань американського письменника Роберта Говарда про Конана з Кімерії, події якого відбуваються в вигаданій автором Хайборійській ері. Оповідання було перероблене і видано вже після смерті Говарда його товаришем Спрег де Кемпом у 1955 році. Основою було однойменне оповідання Говарда події якого відбувалися у 1595 році за часів Османської імперії. Головного героя, козака Івана Саблянку (англ. Ivan Sablianka) Спрег де Камп змінив на Конана, а події переніс у Хайборійську еру, щоб оповідання увійшло до книги «Історії Конана» (англ. Tales of Conan).

## Сюжет
Конан як голова «Червоного братерства» доволі сильно досаждав туранському королю Йілдізу. Туранський король відправляє свого генерала Артабана зруйнувати піратську фортецю в усті річки Запорозка. Артабан виконує завдання, але його переслідує корабель на чолі з Конаном.
Корабель Конана ледве витримав бій з бойовою галерою генерала Артабана. Корабель Артабана уходить від переслідування і заходить в устя річки Акрім, а галера Конана ховається біля берегу.
Тим часом, один з гір канських кланів, очолюваний вождем Куруш Ханом скоює напад на селище народу юетші, що розташовувалося в долині річки Акрім на схід від внутрішнього моря Вілайет біля Колхіанських гір. Під час нападу один з юетші влучає стрілою у Куруш хана і вбиває його. Після цього гірканці вбирають усіх юетші в долині річки і спалюють усі поселення. Гірканці усюди шукають і вбивають юетші, але одна жінка (яка не відносилася до місцевого народу) змогла відібрати коня у гірканського вершника і утекти. Тікаючи від гірканців на південь до гірської стіни жінка зустрічає Артабана і його людей. Жінка виявилася коханкою брата короля Йілдіза, принца Тейяпсу, Роксаною з Замори. Принц був ув’язнений, з відома свого брата, в цій місцині у фортеці Глега Запорозького. Роксана пропонує Артабану звільнити принца і заснувати в цій долині королівство на чолі з Тейяпсу. Так як Артабан фактично не виконав завдання короля Йілдіза і йому загрожує смерть він вирішує пристати на цю пропозицію і долучити до цього гірканців загиблого Куруш Хана.
Конан і його виживши пірати знайшли покинутий корабель Артабана і після того, як він призначив чотирьом своїм людям починити корабель, він з основною частиною команди, продовжив переслідувати Артабана. Підчас цього вони стикаються з Вінашко, колишнім вождем юетші. Він веде Конана до потаємної печери, яка  наповнена їжею та різноманітними предметами, так як його плем’я вже мертве і все це їм не потрібно. Вони опиняються у величезному колодці, з багатьма отворами у стінах, Вінашко розповідає, що ці отвори це могили стародавнього народу який в старі часи тут мешкав. Представники цього народу нападали на юетші, поки жрець племені не запечатав їх тут своїм прокляттям.
Вінашко розповідає Конану, як він почув розмову Роксани та Артабана про те, щоб врятувати Тейяпсу і зробити своїми союзниками гірканців. Поки гірканці нападуть на фортецю Глега, Артабан планує вести своїх людей через потаємний хід, відкритий Роксаною, коли вона втекла з фортеці. Однак, Вінашко знає спосіб захоплення туранців і веде Конана до секретного тунелю за водоспадом. По вузькій дорозі, яка має названу Дорога Орлів, вони піднімаються на вершину ущелини, щоб подивитися на долину. Конан може побачити фортецю, табір нападників і навіть саме море Вілайет. Вінашко вказує на місце, де Конан може зробити засідку, щоб напасти на Артабана, але несподівано починається атака гірканців на фортецю Глега. 
Роксана, повертається до фортеці і намагається розбудити Тейспу. Через задній вхід, вона впускає Артабана та його моряків. Вони дивляться, як гірканці, виступаючи в ролі відволікання, протистоять Глегу та його силам на мосту, який веде в передню частину фортеці, підчас битви на мосту Глег падає в безодню. Тейспу звільняють, і група повертається вниз по секретній стежці, на якій їх очікує засідка Конана та його «Червоного братерства». Починається рукопашна битва туранців з піратами, Вінашко нападає на Дайукі (нового вождя гірканців) і вони обидва падають у річку та зникають. Конан вбиває Артабана, який намагався утекти, а Роксана вбиває кинджалом принца, щоб він знову не попав у полон, а потім і себе.
Тим часом Конан бачить новий загін, що наближається, це були люди у хутряних шапках запорозьких козаків, та у білих тюрбанах імперської гвардії Агапура. Очолював загін генерал імперської гвардії, третя людина к Турані. Люди Конана відступають, а новоприбулі туранці наближаються до померлого принца. Генерал бачить принца, а помираюча Роксана говорить, що він вже не у їхній владі, на що генерал говорить, що привіз корону принцу, так як його брат король Йілдіз помер, а народ не піде за його сином Йездигердом. Роксана говорить, що вже пізно, та помирає.
Туранці переслідують піратів, у величезному колодці починається битва, тіло одного з гвардійців падає і зачиняє собою отвір з якого йшло світло, після цього блоки які закривали отвори у стінах починають випадати і звідтіля починають вилізати страшні істоти. Вони мали тіла, смутно нагадуючи людські, але білі і абсолютно позбавлені волосся, худі і волокнисті, як ніби від довгого посту. Пальці їхніх рук і ніг закінчувалися величезними загнутими пазурами. У них були величезні очі з важким неприємним поглядом. Особи їх більше нагадували морди кажанів, ніж людські обличчя: величезні вуха, маленькі кирпаті носи і здоровенні пащі, з яких стирчали загострені, як голки ікла.
В цих створіннях Конан впізнає «брилюк» (англ. brykas), чудовиськ з запорозьких легенд, створінь, які і не люди, і не звірі, і не демони, але одночасно і те, і друге, і третє. Їх майже людський розум служив їх звірячою жадобі людської крові, а їх надприродні здібності дозволили їм вижити, хоча вони були заточені в могилах протягом століть. Створінь темряви раніше утримувало магічне світло, а коли воно згасло, брилюки вирвалися назовні, жахливо люті і голодні крові. Брилюки нападають на піратів та на гвардійців. Втікаючи від туранців Конан залазить все вище й вище по жолобу. Там він побачив, що у долині туранці прогнали гірканців, під ним підрозділ гвардійців та запорожців повертався до фортеці, залишивши людей на випадок якщо Конан вирішить спуститися, а корабель Артабана з його людьми виходить у море. Після хвилини гніву він пожимає плечима, бо іншого і не очікував від своєї команди, він вирішує йти до Західних краї і вирушає  по дорозі яку йому показав покійний Вінашко.

## Козаки Хайборійської ери

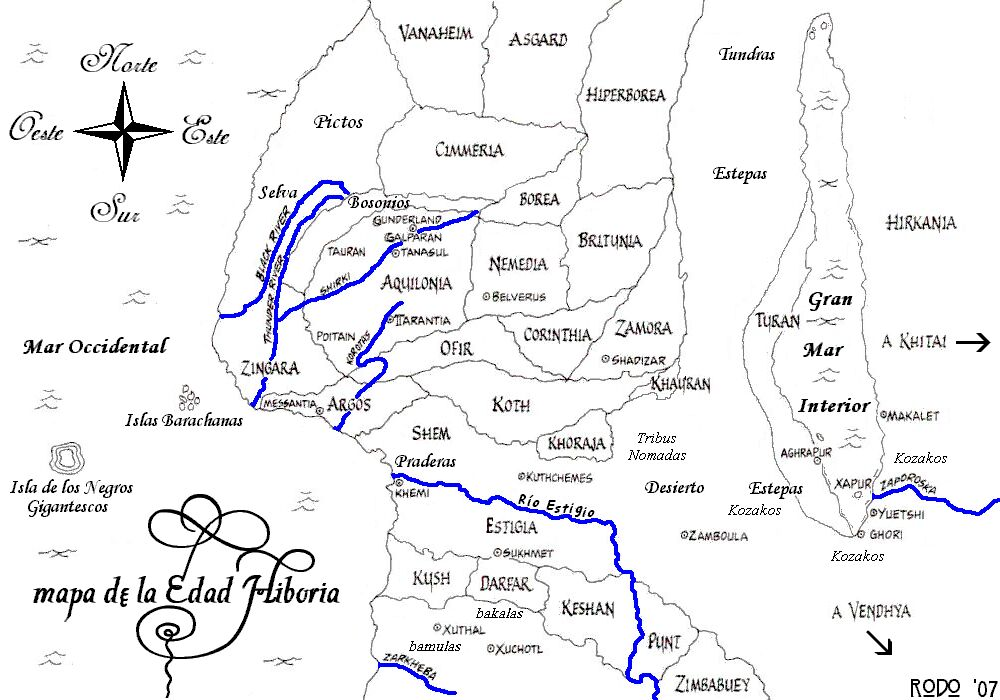
Мапа світу Хайборійської ери. На мапі присутні землі козаків на півдні на заході від моря Вілайет.

Створюючи всесвіт Хайборійської ери (світ Конана) Роберт Говард та його послідовники, неодноразово використовував назви реально існувавших племен, народів, а також назв місцин де відбуваються події. Спрег де Кемп був не виключенням, переробивши первинне оповідання він вводить в нього козаків (англ. kozak). Козаки мешкали між внутрішнім морем Вілайет та східними кордонами хайборійських держав, а також біля гірканських земель. Запорозькі козаки, мали таку назву, від назви річки Запорозка (англ. Zaporoska River), по берегам якої вони селилися, саме в усті річки Запорозка був табір Конана. Коли Артабан розповідає Роксані свою історію захоплення піратського табору, він зазначає, що пірати які мешкали на річці Запорозка товаришували з запорозькими козаками і вразі необхідності приходили їм на допомогу. Вождь юетші звертається до Конана називаючи його «козак». Серед команди Конана, яка вижила після морського бою з Артабаном, на галері були вихідці з Бритунії, Замори, Шема та Запорозки.
Також  запорозьким козаком був володар фортеці у якій утримувався туранський принц, Глег Запорозький (англ. Gleg the Zaporoskan). Про нього вказано, що він прийшов у долину юетші грабувати, тай залишився ставши місцевим феодалом. Він не захищав місцеве населення. Але грабував їх. Вінашко розповідаючи про відношення до нього козаків сказав: «Платили мені по запорозькі, тобто лайкою і ляпасами».

## Головні герої
- Конан – головний герой серії оповідань Говарда. Варвар кімерієць, пірат, колишній козак;
- Артабан – туранський генерал. Винищив табір на річці Заророзка. Знаходиться у опалі;
- Куруш Хан – гірканський вождь;
- Роксана – коханка ув’язненого туранського князя Тейспу;
- Вінашко – вождь племені юетші;
- Іванос – пірат, один з помічників Конана. Також у цій ролі з’являється у оповіданні «Тіні в місячному світлі». До цього був помічником піратського ватажка Сергіуса з Хроша, якого вбив та замістив Конан.

## Цікаві факти
- В цьому оповіданні як і у оповіданні «Залізний демон» місцевим населенням знову виступають юетші (англ. Yuetshi). Вождь юетші як лайку використовує ім’я демона, Хозатрала Хела, який є головним антагоністом у оповіданні «Залізний демон» і якого вбиває Конан.
- В російськомовних перекладах оповідання Конана називають козаком, «казаком», «касаком» і навіть «мунганом».
- На youtube каналі БУКИНХЕД озвучений авторський переклад новели. [1]